# Monaster Świętych Marty i Marii na Świętej Górze Grabarce

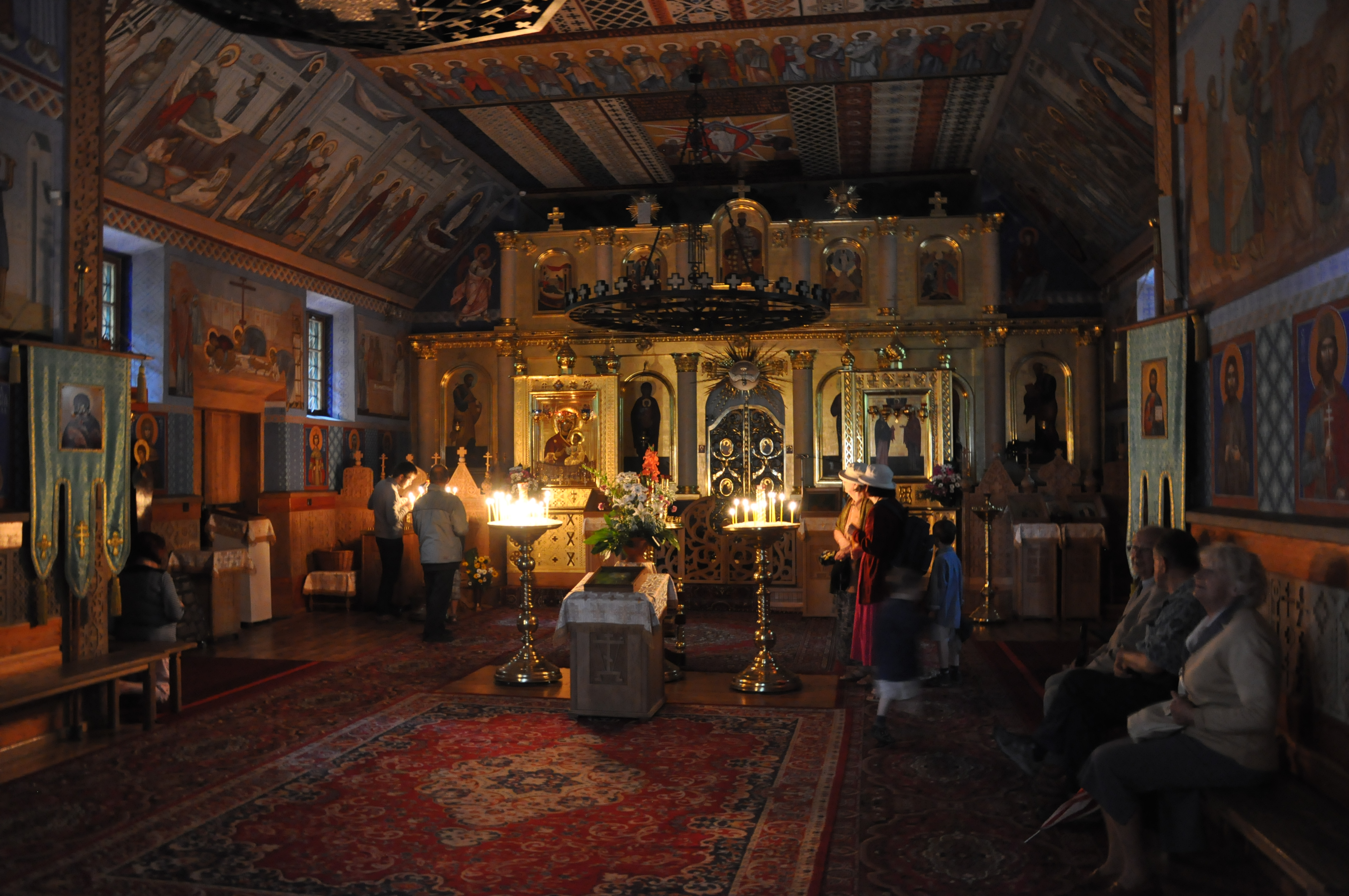
Wnętrze cerkwi Przemienienia Pańskiego

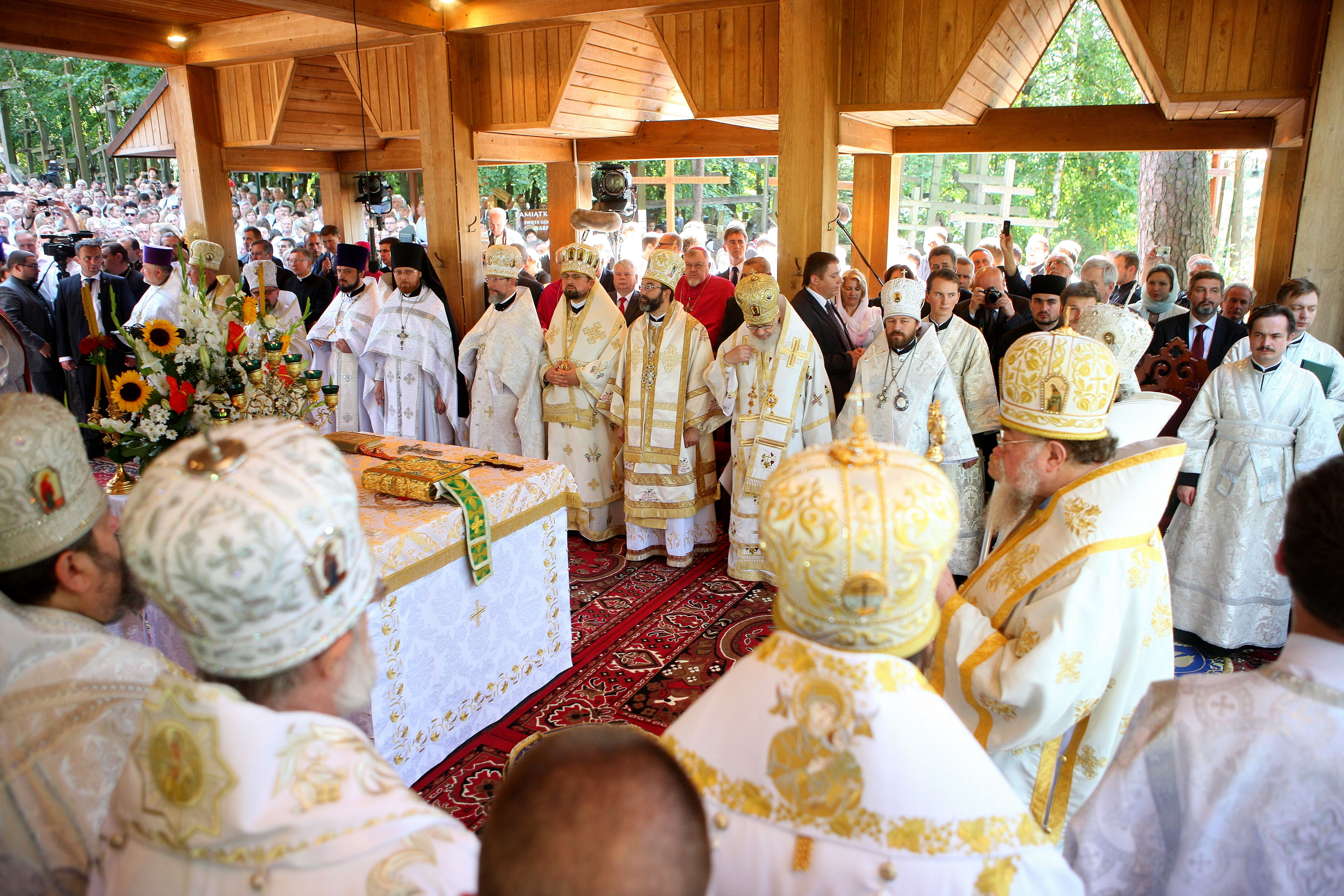
Liturgia w Święto Przemienienia Pańskiego (2012)

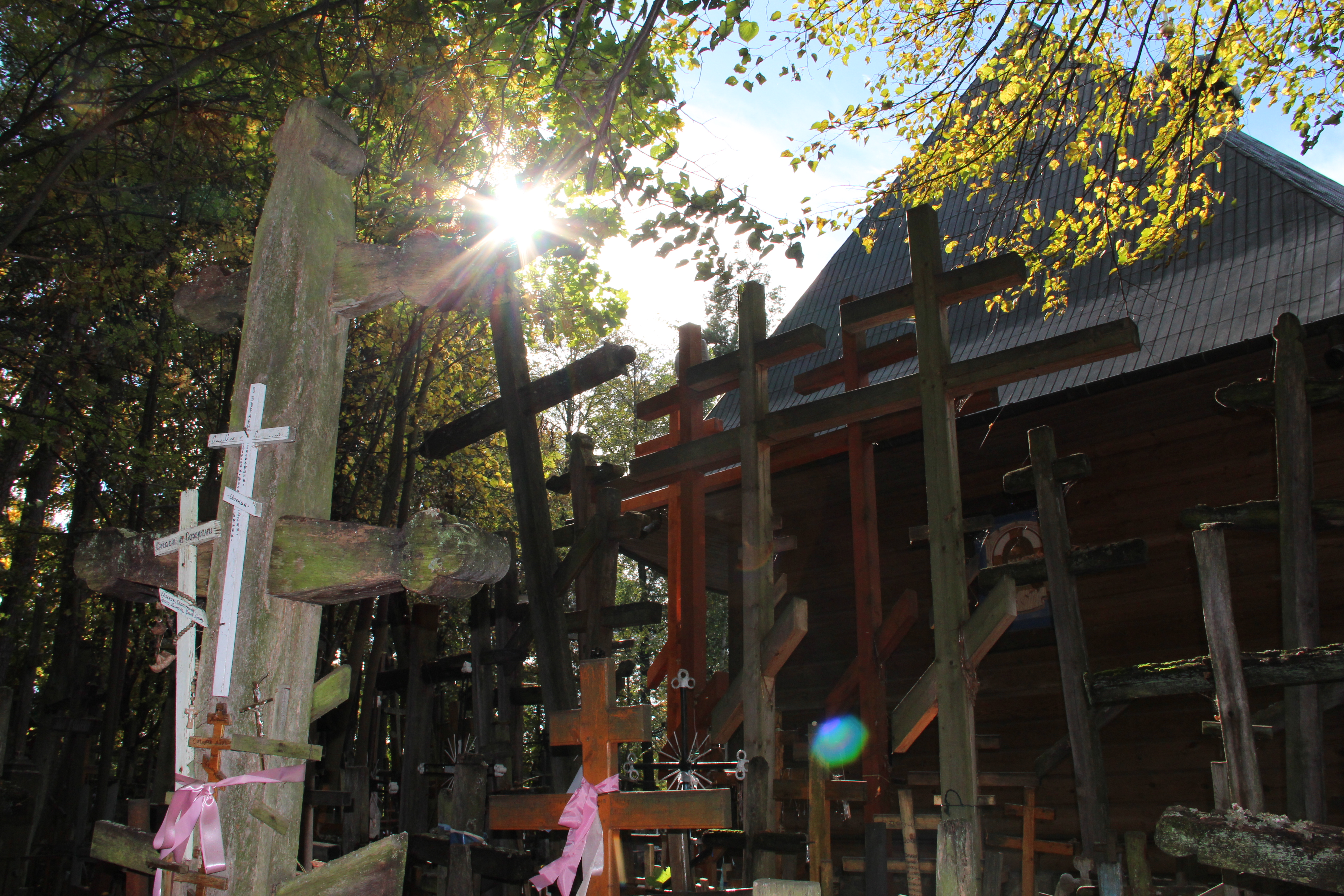
Krzyże na świętej górze

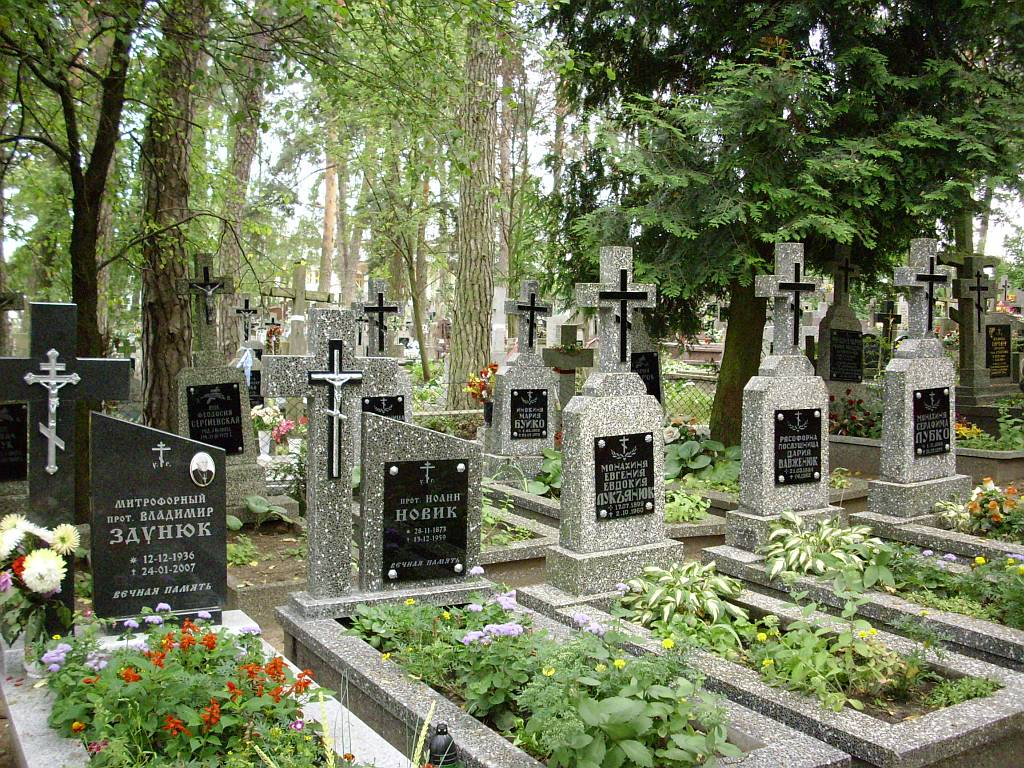
Cmentarz na Grabarce

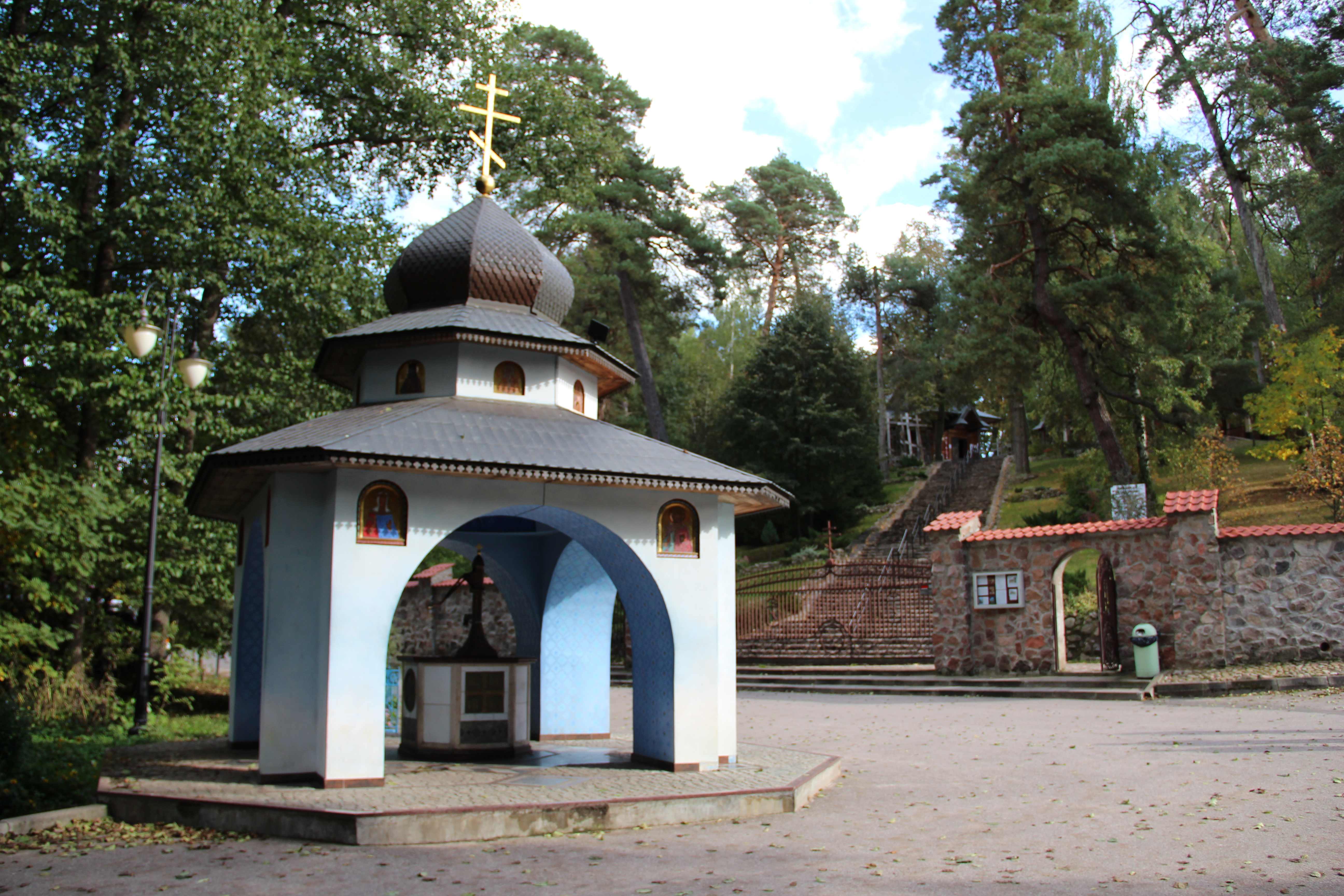
Studnia cudownego źródełka
u podnóża góry

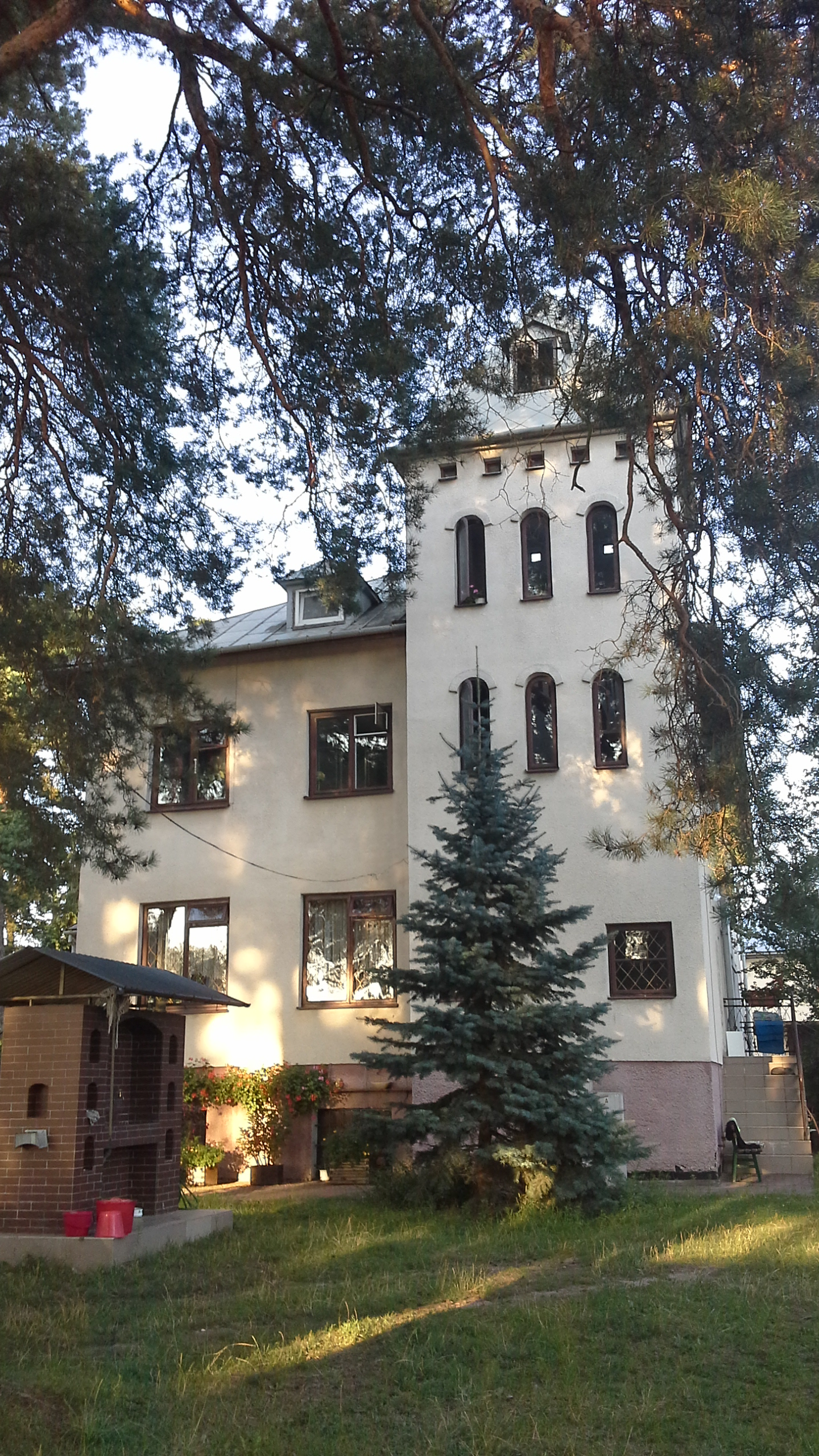
Jeden z budynków monasterskich

Monaster Świętych Marty i Marii na Świętej Górze Grabarce – klasztor prawosławny położony obok wsi Grabarka w województwie podlaskim, powiecie siemiatyckim, w gminie Nurzec-Stacja. Jest najważniejszym miejscem kultu religijnego chrześcijan prawosławnych w Polsce.
Na Grabarce znajduje się utworzony w 1947 monaster żeński Świętych Marty i Marii, a także 3 klasztorne cerkwie (Przemienienia Pańskiego, Ikony Matki Bożej „Wszystkich Strapionych Radość” i refektarzowa – Zaśnięcia Przenajświętszej Bogurodzicy). Główna cerkiew klasztorna (Przemienienia Pańskiego) jest jednocześnie świątynią parafialną. Zabudowania klasztorne tworzą wydzieloną osadę Grabarka-Klasztor. Na terenie osady znajduje się również prawosławny cmentarz.

## Historia

### Początki kultu na Grabarce
Antoni Mironowicz początki sanktuarium wiąże z kultem cudownej ikony Chrystusa Zbawiciela, której oddawano szczególną cześć już w XIII wieku w cerkwi w pobliskim Mielniku. Według miejscowej tradycji w czasie najazdów tatarskich opiekujący się ikoną mnisi mieli ukrywać się wraz ze świętym obrazem w okolicznych lasach, a w końcu trafić na Górę Grabarkę. Ci sami mnisi mieli zapoczątkować nowy okres kultu cudownej ikony, który wyraził się w nadaniu szczególnej rangi przypadającym na 19 sierpnia uroczystościom związanym ze świętem Przemienienia Pańskiego. Odnotowano, że już w XIV wieku na terenach przylegających do Puszczy Mielnickiej przywiązywano do tego święta szczególną wagę. Święto Przemienienia Pańskiego powszechnie zwane jest przez ludność prawosławną na Białostocczyźnie świętem Spasa, co uważane jest za pochodną istniejącego w okolicach Grabarki (bądź na samej Grabarce) wcześniejszego kultu ikony Spasa (Zbawiciela).
Inne zdanie na temat początków Grabarki ma historyk Józef Maroszek, według którego pierwszy ośrodek kultowy na Grabarce miał powstać na początku XVIII wieku jako sanktuarium greckokatolickie. Jego zdaniem informacje na temat istnienia świątyni sięgającej korzeniami średniowiecza, można uznać w świetle dokumentów za mające więcej wspólnego z legendami niż z prawdą historyczną. Według zachowanych relacji w lipcu 1710 w pobliskich Siemiatyczach wybuchła epidemia cholery. Spowodowała panikę wśród mieszkańców miasta, którzy zaczęli masowo je opuszczać, kryjąc się w okolicznych lasach, do czasu ustania epidemii w zimie. Z tym wydarzeniem należy wiązać fakt powstania w Grabarce kaplicy i ośrodka kultowego, którego inicjatorem był unicki metropolita kijowski i opat supraski Leon Kiszka. Poświadcza to dokument z 1 lipca 1717, w którym biskup zgodził się na odprawianie nabożeństw w kaplicy na Świętej Górze. Dokumenty wizytacji duszpasterskiej z 1726 wspominają o istnieniu na Grabarce „nowej kaplicy” pw. Przemienienia Pańskiego. Kaplica została opisana jako obiekt kryty dachem tarcicowym, z dwoma oknami. Kult Przemienienia Pańskiego rozwinął znacznie. 26 czerwca 1763 biskup Felicjan Filip Wołodkowicz, a 20 maja 1789, w związku ze staraniami biskupa włodzimierskiego i brzeskiego Symeona Młockiego, papież Pius VI nadał 15-letni odpust dla pielgrzymów odwiedzających Grabarkę. Przed 1798 rokiem na miejscu dotychczasowej kaplicy powstała nowa. Według opisu unickiego ks. Antoniego Duchnowskiego była większa od poprzedniej, posiadała ołtarz główny z obrazem Trójcy Świętej i Przemienienia Pańskiego, cyborium na komunikanty i hostię, dwa boczne ołtarze, 7 okien, wyodrębniony chór, prezbiterium i kruchtę. Wzmiankowano też, że kaplica posiadała przywileje odpustów ze Stolicy Apostolskiej, co oznacza, że już wtedy Grabarka była ważnym ośrodkiem pielgrzymkowym, zaś wodę z przepływającego przez nią strumienia uważano za cudowną.

### Grabarka w XIX i na początku XX wieku
Rozbiory Rzeczypospolitej umiejscowiły region Siemiatycz początkowo w zaborze pruskim, a następnie na mocy pokoju w Tylży tereny te zostały przyłączone w 1807 do Rosji. W 1839 został wydany dekret cara Mikołaja I likwidujący Kościół unicki w Cesarstwie Rosyjskim. Jeszcze przez pierwszych kilka lat po tym wydarzeniu cerkiew służyła do odprawiania nabożeństw dla ludności unickiej, mimo że była ona już obsługiwana przez duchownych prawosławnych. Mogło to być powodem sporów pomiędzy wyznaniami i wpłynąć negatywnie na stan świątyni. W 1866 Kwiercetus opisał fatalny stan leśnej kaplicy, w której nie było wtedy dachu i podłogi. Pomimo tego nadal 6 sierpnia przybywali licznie pątnicy. W 1884 ksiądz Józef Gereminowicz rozpoczął, trwający 11 lat, remont kaplicy na Grabarce. W cerkwi wzniesiono nowe ściany, sufit, podłogę, fundamenty, dach oraz ikonostas, przy jednoczesnym poszerzeniu wnętrza świątyni.
Po I wojnie światowej cerkiew na Grabarce utrzymywana była w dobrym stanie, a ponieważ obok niej znajdował się cmentarz i odprawiano w niej nabożeństwa pogrzebowe, nie została zamknięta w czasie akcji rewindykacji dawnych świątyń katolickich. Przez cały okres międzywojenny w cerkwi odprawiano także, kilka razy w roku, nabożeństwa dla licznie przybywających wiernych. Cerkiew na Grabarce nie ucierpiała również w czasie II wojny światowej.

### Grabarka we współczesnych granicach Polski
Wraz ze zmianami granic w 1945 zmienił się również stan posiadania Polskiego Autokefalicznego Kościoła Prawosławnego – na powojennym obszarze Polski nie było ani jednego żeńskiego klasztoru prawosławnego, który mógł stać się miejscem zamieszkania dla kilku prawosławnych zakonnic, którym udało się przetrwać w kraju czas wojny. W 1947 prawosławny biskup białostocki Tymoteusz zaproponował umiejscowienie nowego monasteru na Świętej Górze w pobliżu wsi Grabarka. 25 listopada 1947 monaster oficjalnie erygowano.

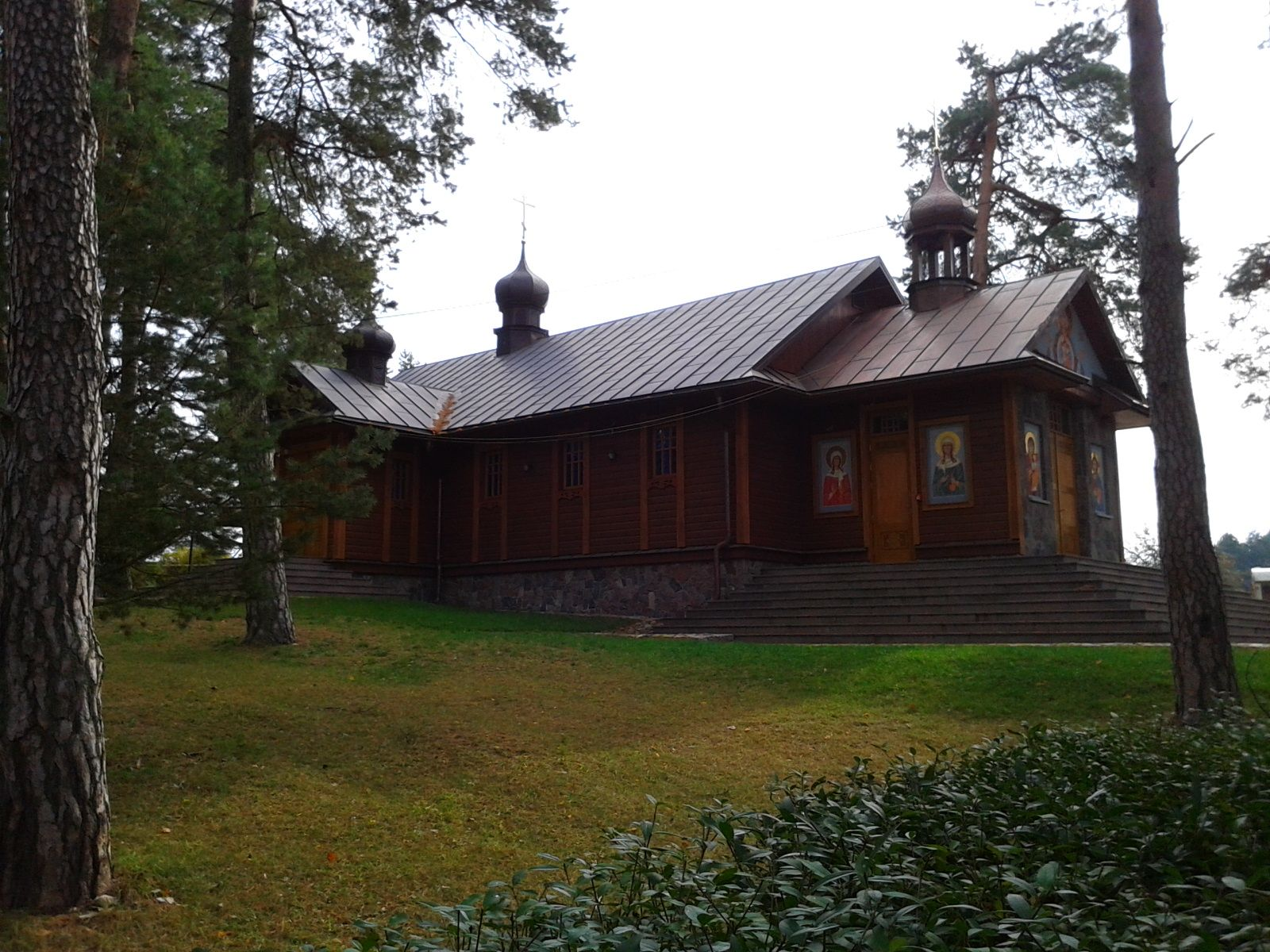
Cerkiew pomocnicza Ikony Matki Bożej „Wszystkich Strapionych Radość” (2016)

Pierwszą przełożoną zgromadzenia została schimniszka Maria (Komstadius), wraz z którą pod koniec 1947 na Grabarkę przybyły jeszcze dwie siostry. W 1948 posługę pełniło już 8 zakonnic, a w sierpniu tego samego roku zgromadzenie obchodziło po raz pierwszy święto Przemienienia Pańskiego. Pierwszym latom istnienia klasztoru towarzyszyły duże trudności finansowe, a byt sióstr utrudniał zwłaszcza brak pomieszczeń mieszkalnych. Na Górze Grabarce znajdowała się wówczas jedynie drewniana cerkiew Przemienienia Pańskiego oraz mała stróżówka, nie nadająca się do zamieszkania. Początkowo zakonnice nocowały więc w dzwonnicy starej cerkwi.
W 1948 do życia powołano przymonasterską parafię prawosławną, w skład której weszły wsie Grabarka, Szumiłówka, Oksiutycze, Pawłowicze, Homoty, Szerszenie i Hałasówka. W 1950 do parafii należało 560 wiernych.
W 1956 zakończono prace przy budowie zimowej cerkwi pod wezwaniem Ikony Matki Bożej „Wszystkich Strapionych Radość” z przylegającym do niej od zachodu dwukondygnacyjnym budynkiem mieszkalnym. Cerkiew ta położona jest w odległości około stu metrów na południe od głównej świątyni monasterskiej.
W latach 1961–1963, kiedy przełożoną klasztoru była ihumenia Barbara (Grosser), w głównej cerkwi monasterskiej pod wezwaniem Przemienienia Pańskiego przeprowadzono prace restauracyjno-ikonograficzne. Wnętrze kaplicy otrzymało nowy – nawiązujący do tradycyjnego – wystrój autorstwa Adama Stalony-Dobrzańskiego i Jerzego Nowosielskiego, profesorów krakowskiej Akademii Sztuk Pięknych. W 1967 w monasterze przebywało 20 mniszek, najwięcej w historii klasztoru.
W latach 1977–1981 został wybudowany nowy, murowany dom zakonny, z obszerną cerkwią refektarzową pod wezwaniem Zaśnięcia Matki Bożej. Cerkiew refektarzowa została konsekrowana 3 lipca 1981 przez ówczesnego biskupa lubelskiego (późniejszego arcybiskupa łódzkiego i poznańskiego) Szymona (Romańczuka).
W latach 80. nastąpiło odrodzenie tradycji masowego pielgrzymowania prawosławnych na sierpniowe uroczystości z okazji święta Przemienienia Pańskiego. W 1986 wyruszyła pierwsza, kontynuowana do dzisiaj, piesza pielgrzymka z Białegostoku. Oprócz tego prawosławni pielgrzymują na sierpniowe uroczystości między innymi z Sokółki, Czarnej Białostockiej, Hajnówki, Bielska Podlaskiego, Drohiczyna, Mielnika, Siemiatycz, Grodziska, Jabłecznej i Warszawy. Znaczenie Świętej Góry Grabarki jako ośrodka pielgrzymkowego wzrosło w latach 80. na tyle, że pod koniec dekady w obchodach święta Przemienienia Pańskiego uczestniczyło kilkadziesiąt tysięcy osób. W 1980 r. odbyło się pierwsze doroczne majowe zgromadzenie prawosławnej młodzieży, które dało początek Bractwu Młodzieży Prawosławnej.
Po śmierci matki Barbary przełożoną została w 1986 ihumenia Ludmiła (Polakowska). W nocy z 12 na 13 lipca 1990 została podpalona główna cerkiew monasterska pod wezwaniem Przemienienia Pańskiego. Ogień strawił doszczętnie całą świątynię. Ocalał jedynie ewangeliarz oraz dwie ikony – św. Mikołaja i Zbawiciela. Po pożarze natychmiast przystąpiono do odbudowy świątyni w poprzednim kształcie. Konsekracji odbudowanej cerkwi dokonał 17 maja 1998 metropolita Sawa. Ściany i sufit nowej cerkwi pokrył polichromią Jarosław Wiszenko. Nawiązywała ona do wzorów znanych ze zniszczonej świątyni. Ikony w ikonostasie i na ścianach cerkwi wykonali Michał i Barbara Pieczonkowie. Narożniki ścian, obramowania okien i drzwi pokryte zostały płaskorzeźbami przedstawiającymi różnorodne wizerunki krzyża (autor Wiaczesław Szum).
Od 1995 przełożoną klasztoru jest siostra (w 1998 podniesiona do godności ihumeni) Hermiona (Szczur).
W 2000, w czasie święta Przemienienia Pańskiego, na Grabarce odbywały się centralne prawosławne obchody jubileuszu dwóch tysięcy lat chrześcijaństwa. Monaster został wówczas obdarowany wykonaną na Górze Atos kopią Iwierskiej Ikony Bogurodzicy, która została umieszczona w głównej świątyni monasterskiej w specjalnym kiocie jako jedna z głównych świętości klasztoru.
Oprócz tego Grabarka jest stałym punktem wizyt zwierzchników poszczególnych kanonicznych Cerkwi prawosławnych. Miejsce odwiedzili w szczególności patriarcha Konstantynopola Bartłomiej I (październik 1998), patriarcha Teoktyst (listopad 2000), patriarcha Piotr VII (sierpień 2001), patriarcha Pavle (październik 2001), biskup Anastasios (maj 2003), arcybiskup Chrystodulos (sierpień 2003), arcybiskup Leo (październik 2006). W dniach 18–19 sierpnia w uroczystościach święta Przemienienia Pańskiego brali udział zwierzchnicy Cerkwi: w 2012 – zwierzchnik Rosyjskiego Kościoła Prawosławnego patriarcha moskiewski i całej Rusi Cyryl I, w 2016 – patriarcha Antiochii Jan X, natomiast w 2018 r. – zwierzchnik Kościoła Prawosławnego w Ameryce metropolita całej Ameryki i Kanady Tichon oraz patriarcha aleksandryjski Teodor II.
W pierwszych latach XXI w. na terenie kompleksu monasterskiego wzniesiono obszerny, murowany dom pielgrzyma, zbudowano ogrodzenie wokół Świętej Góry, wykonano nową kopułę nad studzienką i położono asfalt na drodze do monasterskiej bramy. W latach 2010–2016 przeprowadzono gruntowną renowację pomocniczej cerkwi Ikony Matki Bożej „Wszystkich Strapionych Radość” (odremontowano schody, stolarkę, dzwonnicę, podłogę, ściany wewnętrzne i chór); wykonanie tych prac było możliwe dzięki pozyskanym zagranicznym środkom finansowym w ramach projektu „Wschodniosłowiańskie dziedzictwo kulturowe – konserwacja, renowacja, digitalizacja zabytkowych cerkwi”. Po zakończeniu remontu, cerkiew została 21 maja 2017 uroczyście poświęcona przez metropolitę Sawę, w asyście hierarchów i licznego duchowieństwa z Polski i Ukrainy.
W 2013 Monaster Świętych Marty i Marii został laureatem konkursu „Podlaska Marka Roku”.
Święta Góra Grabarka była odwiedzana (w uroczystość Przemienienia Pańskiego) przez urzędujących prezydentów Polski – Bronisława Komorowskiego (2011, 2014) oraz Andrzeja Dudę (2015).
W 2022 r. w monasterze przebywało 15 sióstr, w tym 9 mniszek.

## Legenda
Według legendy nieznany z nazwiska mieszkaniec Siemiatycz dostąpił podczas epidemii cholery objawienia, w czasie którego usłyszał, że jedyną drogą ratunku jest udanie się na górę Grabarkę z krzyżem. Opowiedział swój sen parochowi parafii unickiej, ks. Pawłowi Smoleńskiemu, który uznał ten sen za objawienie Boże i zaprowadził ludność miasta na wzgórze, spod którego wypływał strumień. Uciekinierzy, którzy napili się wody ze strumienia, ocaleli. Legenda mówi, że po tym wydarzeniu nikt więcej nie zmarł w wyniku choroby. W tym samym roku ludzie ocaleni z zarazy wznieśli na górze drewnianą kaplicę jako podziękowanie za życie.

## Krzyże wotywne
Wokół cerkwi Przemienienia Pańskiego (z trzech stron – północnej, wschodniej i południowej) wśród wysokich sosen usytuowanych jest wiele krzyży, przynoszonych co roku przez pielgrzymów zmierzających na obchody święta Przemienienia Pańskiego. Poświęcone przez duchownych i następnie wkopane w ziemie krzyże z każdym rokiem coraz gęstszym półkolem zamykają przestrzeń wokół świątyni. Na ogół wokół cerkwi znajdują się drewniane krzyże prawosławne pochodzące z drugiej połowy XIX oraz z XX wieku (wśród nich występują również specyficzne formy krzyża staroobrzędowców). Oprócz drewnianych krzyży prawosławnych na Grabarce umieszczano również krzyże kamienne (z początku XX wieku), betonowe, postumenty betonowe z krzyżem żeliwnym (lata 40. XX wieku). Niektóre z nich mają wyryte w kamieniu płaskorzeźby lub są całe żeliwne (początek XX wieku). Wiele krzyży przewiązanych jest kolorowymi wstążkami bądź obrzędowymi ręcznikami, a niekiedy plecionymi wiankami.

## Święta parafialne
Do obchodzonych na Świętej Górze Grabarce świąt parafialnych należą:
- Dziesiąty piątek po Wielkanocy (tak zwana Piatienka) – święto ruchome
- Uroczystości ku czci Świętych Marty i Marii, patronek monasteru – 17 czerwca (4 czerwca według starego stylu)
- Święto Przemienienia Pańskiego obchodzone jest w dniach 18–19 sierpnia (5–6 sierpnia według starego stylu)
- Święto Iwierskiej Ikony Bogurodzicy obchodzone jest 6 listopada (24 października według starego stylu)